# Sông Transquaking
Sông Transquaking là một con sông dài 23,2 dặm  (37,3 km) ở miền nam Maryland của Hoa Kỳ. Con sông bắt đầu ở phía bắc Quận Dorchester và chảy theo hướng nam-tây nam kết thúc ngay bên ngoài Khu bảo tồn động vật hoang dã quốc gia Blackwater, rộng khoảng 2.828 foot (862 m) trên bờ bắc của Vịnh Fishing, gần Vịnh Chesapeake về phía tây nam. Sông Transquaking có diện tích đầu nguồn khoảng 110,8 dặm vuông Anh (287 km2).

## Sự cố ô nhiễm 2021
Vào ngày 21 tháng 12 năm 2021, Bộ Môi trường Maryland (MDE) đã ra lệnh cho Valley Proteins, một công ty tái chế phụ phẩm động vật, ngừng hoạt động tại cơ sở ở Linkwood, Maryland, sau khi vượt quá giới hạn cho phép xả nước thải của địa phương. Nhà máy đã liên tục đổ một lượng lớn phân vi khuẩn, amonia và phosphor xuống sông Transquaking. Trong suốt mùa hè năm 2020, nhà máy đã vượt quá giới hạn ô nhiễm amonia ở sông Transquaking 25 lần.
Tổng chưởng lý Maryland Brian Frosh tuyên bố: "Các báo cáo của Valley Proteins từ năm 2019 đến năm 2021 cho thấy, trong khoảng 40 lần, nước thải [nhà máy] thải ra chứa nồng độ amonia, phosphor và các chất ô nhiễm khác cao hơn mức cho phép - trong một trường hợp là khoảng 725 lần giới hạn."
Ban đầu, MDE đề nghị quỹ công $13 triệu để trả cho một cơ sở xử lý nước thải tư nhân cho Valley Proteins. Sau phản ứng dữ dội từ công chúng và một số thượng nghị sĩ bang Maryland bao gồm Sarah Elfreth và Paul Pinsky, MDE đã rút tài trợ và tuyên bố rằng sẽ áp dụng hình phạt đối với Valley Proteins vì mức độ ô nhiễm bất hợp pháp. Michael Smith, phó chủ tịch của Valley Proteins, tuyên bố rằng "[Valley Proteins] đang hợp tác làm việc với MDE để giải quyết vấn đề càng nhanh càng tốt."